# Lance Creek (Wyoming)
Lance Creek es un lugar designado por el censo (en inglés, census-designated place, CDP) situado en el condado de Niobrara, Wyoming, Estados Unidos. Según el censo de 2020, tiene una población de 43 habitantes.

## Geografía
La localidad está ubicada en las coordenadas 43°02′41″N 104°39′50″O / 43.04472, -104.66389 (43.04474, -104.663835).  Según la Oficina del Censo, tiene una superficie total de 108.67 km², de los cuales 108.64 km² corresponden a tierra firme y 0.03 km² están cubiertos de agua.

## Demografía
Según la estimación 2019-2023 de la Oficina del Censo, el 55.3% de la población está por debajo de la línea de pobreza nacional.